# Anguloa hohenlohii
Anguloa hohenlohii là một loài thực vật có hoa trong họ Lan. Loài này được C.Morren mô tả khoa học đầu tiên năm 1853.